# Anatolie Logunov
Anatolie Logunov (n. 30 decembrie 1926, Obsharovka⁠(d), regiunea Samara, Rusia – d. 1 martie 2015, Moscova, Rusia) a fost un fizician-teoretician sovietic și rus, academician, vicepreședinte al Academiei de științe din URSS), rector al Universității din Moscova.

## Biografie
A absolvit școala medie cu medalie de aur în satul natal, demonstrînd aptitudini mai ales pentru matematici. Ulterior a  studiat la Institutul de aviație din Cuibâșev și la  cel din Moscova. În anul 1951 a absolvit Universitatea din  Moscova. În anul 1953 a susținut teza de candidat în științe. Ulterior a lucrat la aceeași universitate în anii 1954-1956, avându-l ca conducător pe academicianul Nicolae N. Bogoliubov. În anii 1956-1963 este director -adjunct al laboratorului de fizică teoretică al Institutului unificat de cercetări nucleare de la Dubna. În anii 1963-1974- director al Institutului de fizică energiilor înalte de la Serpuhov. Între  26 noiembrie 1974—19 decembrie 1991 este vice președinte al Academiei de Științe din URSS.  Din anul 1977-rector al Unievrsității din Moscova, post în care s-a aflat până în anul 1992. 
Logunov a fost membru al PCUS din 1960,candidat în membrii CC al PCUS (1981-1986), membru al Comitetului Central al Partidului Comunist al Uniunii Sovietice (1986-1990).

## Activitatea științifică
Preocupările principale țin de teoria câmpurilor cuantice, aproximației cuazioptice în teoria câmpurilor cuantice (în colaborare cu discipolul său Albert Tavhelidze), teoriei difuziei (ciocnirilor) în fizica energiilor înalte și relațiilor de dispersie în teoria difuziei (în colaborare cu discipolii săi Albert Tavhelidze și L. Soloviev). Aceste lucrări au căpătat o recunoaștere largă în cadrul electrodinamicii cuantice, a teoriei ciocnirilor adronilor de energii înalte. Ecuațiile cuazipotențiale ale lui Logunov-Tavhelidze sunt destul de citate în aceste două cazuri. 
Împreună cu N.N. Bogoliubov și I.T. Todorov (din Bulgaria) a încercat să axiomatizeze teoria cuantică a câmpurilor (1969), dar această încercare nu a avut efectul scontat.
A fost conducătorul științific al acceleratorului de protoni de la Serpuhov pentru 70 Gev și a Institutului de fizică a energiilor înalte din acest oraș.   
Începând din anul 1977 a promovat, în colaborare cu un nou grup de discipoli (Folomeșkin, Mestvirișvili, V.I. Denisov, A.A. Vlasov (fiul), Iurie M. Loscutov, Iurie Ciugreev,   o teorie alternativă teoriei gravitației  einșteiniene, care a stîrnit admirația unor cercuri antisemite, dar în același timp și critici vehemente din partea partizanilor teoriei relativității generale.  A încercat să administreze această teorie mai ales prin intermediul conferințelor unionale de gravitație și relativitate generală din anii 1981, 1984, 1988 a seminarelor științifice "obligatorii" de la facultatea de fizică a Universității din Moscova în anii 1977-1986, a revistei "Teoreticeskaia i matematiceskaia fizika", al cărei redactor principal a fost.

## Publicații
- Боголюбов Н. Н., Логунов А. А., Тодоров И. Т. Основы аксиоматического подхода в квантовой теории поля. — М.: Наука, Глав. ред. физ.-мат. лит-ры, 1969.
- Боголюбов Н. Н., Логунов А. А., Оксак А. И., Тодоров И. Т. Общие принципы квантовой теории поля. — 2-е изд: Физматлит, 2006. — ISBN 5-9221-0612-0.
- Логунов А. А.. Лекции по теории относительности и гравитации: Современный анализ проблемы. — М.: Наука, 1987.
- Логунов А. А., Мествиришвили М. А. Релятивистская теория гравитации. — М.: Наука, 1989.
- Икэда Д., Логунов А. А.. Третий радужный мост: поиск мира и человека / Пер. с яп. — М.: Прогресс, 1988.

## Decorații, distincții, premii
- Premiul Lenin (1970)
- Premiul de Stat al URSS (1973, 1984)
- Medalia de aur în numele lui A.M. Liapunov (1980)
- Erou al Muncii Socialiste (1980)
- Ordenul Lenin (1971, 1975, 1986)
- Ordenul Insigna de onoare (1962)
- Ordenul mongol "Steaua Polară" (1976)
- ș.a.